# Ресурсний центр «ГУРТ»
Ресурсний центр розвитку громадських організацій «Гурт» (Ресурсний центр ГУРТ, також РЦРГО «ГУРТ») — національний центр суспільної інформації та експертизи, заснований у 1995 році та зареєстрований у січні 1996 року. Розташований у Києві.
ГУРТ бере активну участь у демократичних суспільних перетвореннях в Україні, використовуючи та розвиваючи потенціал інститутів громадянського суспільства. Ресурсний центр ГУРТ працює для свідомої та успішної України, де громадянське суспільство гарантує гідність, впевненість та довіру поміж громадянами на місцевому та національному рівнях.

## Місія 2020
ГУРТ стає ресурсною платформою українських інститутів громадянського суспільства для залучення громадян до активної участі у житті суспільства та впровадження суспільних змін, орієнтуючись на такі європейські цінності: гідність, відповідальність і повага.

## Стратегічні пріоритети
- зміцнення основ громадянського суспільства завдяки популяризації волонтерства і розвитку малого підприємництва
- посилення голосу громадянського суспільства завдяки ресурсній платформі українських інститутів громадянського суспільства і медіа порталу для суспільно активних громадян ГУРТ
- розвиток місцевих громад завдяки впровадженню найкращих практик та їх поширенню
- ре-Формування України завдяки реалізації проектів, що мають вплив на прийняття державних рішень

## Стратегічні інструменти
Для досягнення стратегічних цілей ГУРТ застосовує такі інструменти:
- забезпечення доступу до суспільної інформації
- розвиток спроможності
- мережування

## Ключові компетенції ГУРТа
- створення унікального суспільно-корисного контенту
- поширення та реклама інформації, створеної користувачами
- фасилітація суспільного діалогу між експертами, інститутами громадянського суспільства та лідерами громад в Україні
- розробка та впровадження програм та онлайн-інструментів для розвитку спроможності інститутів громадянського суспільства та лідерів громад
- фасилітація змін
- менеджмент інноваційних проектів
- менеджмент заходів

## ТехСуп
Із 2016 року ГУРТ у партнерстві з ТехСуп реалізує Програму технологічної підтримки неприбуткових організацій (НПО) України (ТехСуп Україна). Ця програма надає українським НПО доступ до програмного забезпечення та інших пожертвувань від провідних світових донорів на пільгових умовах. Станом на вересень 2018 в рамках цієї Програми українські НПО вже отримали програмне забезпечення на більше ніж 11 млн гривень, заощадивши 92-96 відсотків від ринкової вартості.